# Collectif BKE
Pour les articles homonymes, voir BKE.
 (juin 2022).
La mise en forme du texte ne suit pas les recommandations de Wikipédia : il faut le « wikifier ».
Les points d'amélioration suivants sont les cas les plus fréquents. Le détail des points à revoir est peut-être précisé sur la page de discussion.
- Les titres sont pré-formatés par le logiciel. Ils ne sont ni en capitales, ni en gras.
- Le texte ne doit pas être écrit en capitales (les noms de famille non plus), ni en gras, ni en italique, ni en « petit »…
- Le gras n'est utilisé que pour surligner le titre de l'article dans l'introduction, une seule fois.
- L'italique est rarement utilisé : mots en langue étrangère, titres d'œuvres, noms de bateaux, etc.
- Les citations ne sont pas en italique mais en corps de texte normal. Elles sont entourées par des guillemets français : « et ».
- Les listes à puces sont à éviter, des paragraphes rédigés étant largement préférés. Les tableaux sont à réserver à la présentation de données structurées (résultats, etc.).
- Les appels de note de bas de page (petits chiffres en exposant, introduits par l'outil «  Source ») sont à placer entre la fin de phrase et le point final[comme ça].
- Les liens internes (vers d'autres articles de Wikipédia) sont à choisir avec parcimonie. Créez des liens vers des articles approfondissant le sujet. Les termes génériques sans rapport avec le sujet sont à éviter, ainsi que les répétitions de liens vers un même terme.
- Les liens externes sont à placer uniquement dans une section « Liens externes », à la fin de l'article. Ces liens sont à choisir avec parcimonie suivant les règles définies. Si un lien sert de source à l'article, son insertion dans le texte est à faire par les notes de bas de page.
- La présentation des références doit suivre les conventions bibliographiques. Il est recommandé d'utiliser les modèles {{Ouvrage}}, {{Chapitre}}, {{Article}}, {{Lien web}} et/ou {{Bibliographie}}. Le mode d'édition visuel peut mettre en forme automatiquement les références.
- Insérer une infobox (cadre d'informations à droite) n'est pas obligatoire pour parachever la mise en page.

Pour une aide détaillée, merci de consulter Aide:Wikification.
Si vous pensez que ces points ont été résolus, vous pouvez retirer ce bandeau et améliorer la mise en forme d'un autre article.
 (février 2024).
Si vous disposez d'ouvrages ou d'articles de référence ou si vous connaissez des sites web de qualité traitant du thème abordé ici, merci de compléter l'article en donnant les références utiles à sa vérifiabilité et en les liant à la section « Notes et références ».
BKE est une société de production française et un collectif d'artistes œuvrant dans le domaine de l'audiovisuel, qui a vu le jour en 2006 sous forme associative.
BKE a acquis une expérience dans la conduite d'une grande variété de projets, en France et à l'international.

## Historique
Le Collectif BKE existe sous forme SARL Coopérative depuis 2020. Il a été fondé par 3 réalisateurs : Élie Séonnet, Nicolas Jalu et Yvan Couvidat.

## Locaux
Les bureaux de BKE sont installés à Évry-Courcouronnes, à 30 km au sud de Paris. 

## Projets
Aujourd’hui, BKE réalise et produit des : documentaires, courts-métrages, film de danse, film corporate et vidéo à 360°.
Leurs productions abordent plusieurs thématiques : des interrogations récurrentes sur l’identité et la mémoire des lieux et de ceux qui les habitent.

## BKE Productions[5]
- 2023: Afropolitaine, une série fiction de Soraya et Aline Milla
- 2020 : Le champagne à rendez-vous avec lune. Un documentaire de Elie Séonnet
- 2020 : Digital Night. Film de danse de Nicolas Jalu
- 2019 : Wax in the City. Un documentaire de Elie Séonnet
- 2019 : Confi'Danse. Une série de danse VR de Nicolas Jalu
- 2019 : Mémoire du Parc-aux-Lièvres. Une série VR de Elie Seonnet et Nicolas Jalu
- 2019 : Markus. Film de danse de Nicolas Jalu.
- 2018 : Tant qu'on ira vers l'Est. Un documentaire de Mehdi Rondeleux.
- 2018 : MBB. Film de danse de Nicolas Jalu.
- 2018 : Main basse sur les studios de Bry-sur-Marne. Un documentaire de Sabine Chevrier
- 2018 : Armonia, Franco et mon grand-père. Un documentaire de Xavier Ladjointe
- 2017 : Les Elles du vélo. Un documentaire de Nicolas Jalu.
- 2017 : Les Elles. Une série documentaire de Nicolas Jalu
- 2017 : Dafné. Film de danse de Nicolas Jalu
- 2016 : Ne m’oublie pas. Film de danse de Nicolas Jalu
- 2016 : Sur ses épaules. Un court-métrage de Florian Kuenemann
- 2016 : Le rouge ou le bleu. Un court-métrage de Fabrice Oussou
- 2015 : En quêtes d'identité. Un documentaire de Elie Séonnet et Floryd Mbakata
- 2014 : Le passager. Documentaire de Allan Rouxel.
- 2014 : Génération Femmes, association de nécessité publique. Documentaire de Elie Séonnet
- 2014 : Peindre. Court-métrage de fiction de Nicolas Jalu.
- 2014 : Speed Acting. Court-métrage de fiction de Fabrice Oussou.
- 2013 : Les studios d'Arpajon ou la fabuleuse histoire d'un hangar à pommes
- 2013 : Undermove. Film de danse de Nicolas Jalu.
- 2013 : Coquelicots. Film de danse de Nicolas Jalu.
- 2013 : Transe-Lucide. Vidéo clip artiste et réalisateur : Disiz.
- 2013 : Rock The Mic. Film de danse avec les CriminalZ Crew
- 2012 : Poussière. Film de danse de Nicolas Jalu
- 2012 : Souvenirs d'une étoile. Documentaire de Thomas Coispel.
- 2012 : À la recherche de Marianne. Documentaire de Audrey Lehont.
- 2012 : Regards. Documentaire de Jean-Louis Escarret et de Yvan Couvidat.
- 2012 : Moïse. Vidéo clip artiste : Disiz / réalisateur : Nicolas Jalu.
- 2011 : La question Rrom. Documentaire de Mathieu Pheng.
- 2011 : Hip Hop Rhapsody. Documentaire de Yvan Couvidat et Elie Séonnet.
- 2011 : L'héritage de la mémoire. Documentaire de Nicolas Jalu.
- 2011 : Jolies Planètes. Vidéo clip artiste : Disiz / Réalisateur : Annisse Rezack.
- 2011 : À chacun sa façon de danser. Documentaire de Yvan Couvidat.
- 2011 : Seule. Court-métrage de  Karim Ben Mahmoud & Gregory Bozec.
- 2011 : Automne. Film de danse de Nicolas Jalu
- 2011 : Labyrinthe. Film de danse de Nicolas Jalu
- 2010 : Le maximum. Vidéo clip artiste : Saké / Réalisateurs : Florian Kuenemann et Nicolas Asdaris.
- 2010 : Chroniques d'un théâtre vivant. Série documentaire réalisé par BKE.
- 2009 : Apologies. Court-métrage de fiction de Florian Kuenemann.
- 2009 : Making Konexion. Documentaire de Florian Kuenemann.
- 2009 : En scène. Vidéo clip artiste : Idiosyncrazy/ Réalisateurs : Leslie Garnier et Fabrice Oussou.
- 2008 : Louées soient les immigrantes. Documentaire de Michel et Elie Séonnet.
- 2006 : Quand tu nous tiens. Court-métrage de Nicolas Asdaris.
- 2006 : Maloya Kabosé. Documentaire de Yvan Couvidat.